# Albinaria li
Albinaria li is een slakkensoort uit de familie van de Clausiliidae. De wetenschappelijke naam van de soort is voor het eerst geldig gepubliceerd in 1999 door Welter-Schultes.